# Carl-Emil Strott
Carl-Emil Strott oder Karl-Emil Strott (* 21. Januar 1903 in Elberfeld; † 3. Juni 1989 in Wiesbaden) war ein deutscher SS-Untersturmführer und Angehöriger des Einsatzkommandos 2 der Einsatzgruppe A.

## Leben
Strott besuchte verschiedene Schulen bis zur mittleren Reife. Anschließend arbeitete er in der Gastronomie. Von 1927 bis 1928 besuchte er die Hotelfachschule, die er erfolglos abschloss. Danach arbeitete er in verschiedenen Hotels. Nach einer halbjährigen Tätigkeit in einem Hotel in Paris und zeitweiliger Arbeitslosigkeit wurde er 1931 Geschäftsführer im Columbus-Hotel in Bremen. Im Jahre 1931 trat er der NSDAP bei. Im Jahre 1933 wurde er Mitglied der SS. Später gehörte er der Reiter-SS an. Im Jahre 1936 wurde er zum SS-Oberscharführer befördert.

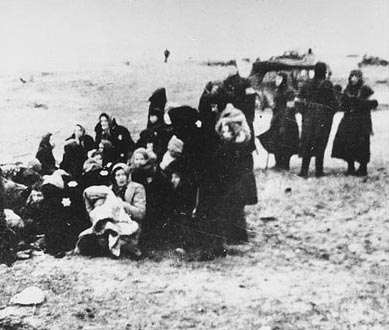
Angehörige der lettischen Hilfspolizei bewachen jüdische Frauen und Kinder vor ihrer Exekution. Šķēde am 15. Dezember 1941

Im November 1939 wurde er zur Waffen-SS eingezogen. Er absolvierte eine Ausbildung im Übungslager des KZ Sachsenhausen in Oranienburg und anschließend einen Unterführer-Lehrgang im KZ Buchenwald. Ende 1940 wurde er als Reservist mit dem Dienstgrad eines SS-Scharführers entlassen. Im Frühjahr 1941 wurde Strott zur Polizeischule nach Düben einberufen, gelangte über Pretzsch vorübergehend nach Jugoslawien zur Bewachung des Sonderzuges Hitlers und dann wieder nach Düben. Vom Juni 1941 bis Ende 1944 gehörte er dem Einsatzkommando 2 der Einsatzgruppe A an. Strott war am Massaker von Šķēde beteiligt und fotografierte am Tatort. Zwölf Fotos wurden von einem Ghetto-Polizisten heimlich dupliziert. – Im Jahre 1945 wurde Strott zum SS-Untersturmführer befördert.
Bei Kriegsende geriet Strott in amerikanische Gefangenschaft und anschließend in Internierungshaft, aus der er 1948 entlassen wurde. In einem Entnazifizierungsverfahren erhielt er zwei Jahre Berufsverbot. In dieser Zeit arbeitete er auf dem Lande und war danach an verschiedenen Orten im Hotelgewerbe und in anderen Berufen beschäftigt. Bis 1968 war er Direktor eines Hotels in Wiesbaden. Am 14. Oktober 1971 wurde er vom Landgericht Hannover wegen Beihilfe zum gemeinschaftlichen Mord in sieben Fällen zu 7 Jahren Haft verurteilt. Das Urteil wurde im Revisionsverfahren am 11. Juni 1974 durch den Bundesgerichtshof bestätigt. Am 15. Oktober 1976 wurde ihm aus gesundheitlichen Gründen eine Haftunterbrechung bewilligt. Im Januar 1977 wurde er haftunfähig erklärt.